# آرامگاه زاهد شیر

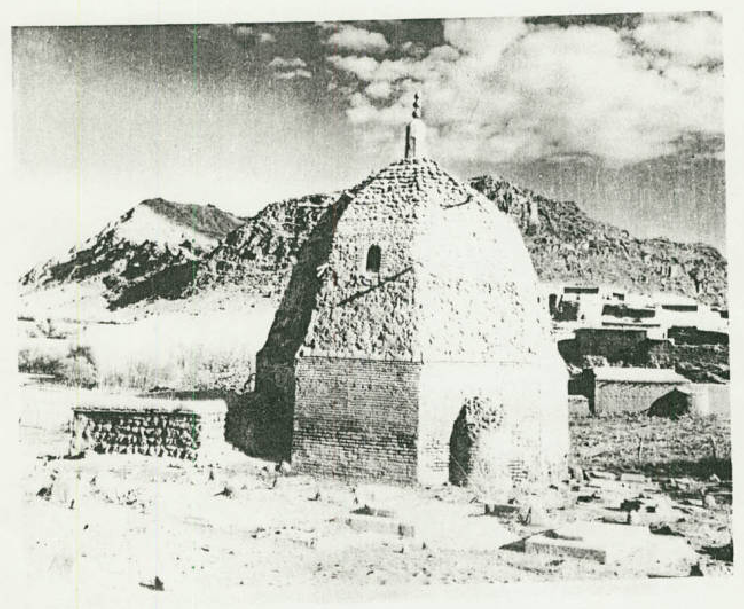

مقبره زاهد شیر مربوط به سدهٔ ۷ و ۸ ه.ق است و در شهرستان خرم‌آباد، روستای زاهد شیر کمالوند واقع شده و این اثر در تاریخ ۱۶ شهریور ۱۳۷۶ با شمارهٔ ثبت ۱۹۲۴ به‌عنوان یکی از آثار ملی ایران به ثبت رسیده‌است.

## شناسنامه
مقبره زاهد شیر مربوط به سده ۷ و ۸ ه. ق در شهرستان خرم‌آباد، روستای زاهد شیر کمالوند واقع شده‌است. این اثر در تاریخ ۱۶ شهریور ۱۳۷۶ با شماره ثبت ۱۹۲۴ به عنوان یکی از آثار ملی ایران به ثبت رسیده‌است.

## مشخصات فنی
برای این بنا می‌توان دو مرحله ساخت در نظر گرفت که شامل بنای قدیمی و الحاقی جدید است. بنای قدیمی در داخل و خارج به شکل هشت ضلعی ساخته شده‌است. در بدنه هر ضلع برجستگی‌هایی دیده می‌شود که به صورت نیم ستون‌های پشتیبان چسبیده به دیوار عمل می‌کنند. این نیم ستون‌ها به شکل یک در میان دیوارهای مجاور ضلع ورودی و دیوارهای دو طرف ضلع عقب را دربر گرفته‌اند.
در ورودی در وسط ضلعی که به سوی شمال قرار گرفته تعبیه شده‌است. گنبد بنا که بالای اضلاع هشت‌گانه قرار گرفته به شکل یک مخروط کلاه درویشی اجرا شده و دارای هشت ترک است.
ایوان یا قسمت الحاقی جدید به صورت مستطیل بوده و پوشش سقف آن با مصالح امروزی مانند آجر و آهن ساخته شده‌است. بنای قدیمی نقشه هشت ضلعی دارد که طول هر ضلع بیرونی آن از قسمت ورودی و در جهت حرکت عقربه‌های ساعت ۲۴/۳، ۱۵/۳، ۲۱/۳، ۱۸/۳، ۱۰/۳، ۱۱/۳، ۲۶/۳ و ۲۱/۳ متر است. دیوارهای خارجی به علت تبعیت از زمین کمی اختلاف ارتفاع دارند. با این حال، مرتفع‌ترین قسمت حدود ۳۰/۳ متر از سطح زمین بلندتر است. ضخامت دیوارهای بنا به درستی قابل اندازه‌گیری نیست، اما از طول درگاهی در ورودی شاید بتوان قطر آن را در حدود ۱۱۴ سانتی‌متر تخمین زد. نیم ستون‌های چسبیده به دیوار نیز حدود ۹۰ تا ۷۷ سانتی‌متر قطر دارند. ارتفاع بلندترین آن‌ها حدود ۲۴۰ سانتی‌متر است.
گنبد بنا دارای هشت ترک است که طول هر ضلع آن در قاعده به اندازه اضلاع دیوارها بوده و ارتفاع اضلاع هشت‌گانه از کف بام تا نوک هرم به ۸ متر می‌رسد. به‌طور کلی ارتفاع بنا از بالاترین سطح تا کف زمین حدود ۱۱ متر است.
بنای قدیمی از یک قسمت اتاق مقبره (گنبد خانه) تشکیل شده و بر اساس نقشه هشت ضلعی طراحی شده‌است. اضلاع درون بنا به ترتیب ۳۲/۲، ۰۳/۲، ۹۴/۱، ۴۸/۲، ۹۸/۱، ۴۵/۲، ۰۳/۲، ۴۲/۲ متر است.
مصالحی که برای ساخت بنا مورد استفاده قرار گرفته آجر، سنگ، گچ هستند و در ساخت قسمت الحاقی از مصالح امروزی استفاده شده‌است. ابعاد آجرهایی که در این بنا به کار برده شده‌اند، متفاوت است. به‌طور مثال: آجرهای به کار رفته در کف مقبره دارای ابعاد کوچکتری هستند که اندازه آن‌ها حدود ۴×۵/۱۹×۵/۱۹ سانتی‌متر است. همچنین آجرهایی که برای ایجاد قوس‌های طاق نماها به کار گرفته شده حدود ۵×۲۸×۲۸ سانتی‌متر است که ابعاد بزرگتری دارند.
به نظر می‌رسد اندازه آجرها در پایین دیوارهای مقبره بزرگتر از رج‌های ردیف‌های بالاتر است علاوه بر آجرهای مذکور نمونه‌های با ابعاد ۵×۵/۲۲×۵/۲۲ و ۶×۵/۲۳×۵/۲۳ و ۵×۱۲×۵/۲۲ سانتی‌متر در دیواره‌های مقبره بکار رفته‌است. آجرها عموماً به رنگ زرد و قرمز هستند.
نمای خارجی دیوارها از آجر ساخته شده، اگر چه پوشش داخلی گنبد از آجر ساخته شده اما عکس‌های قدیمی نشان می‌دهد که پوسته خارجی گنبد از سنگ‌های رود خانه‌ای با ملاط گچ بنا شده و سپس تمام سطوح آن با آجر فرش شده‌است. اکنون سطوح خارجی گنبد را با پوسته‌ای از سیمان پوشانده‌اند. در قسمت پایین دیوارها یک رج آجر به صورت راسته و رگچین دور تا دور بنا را فرا گرفته‌است.
در ورودی در وسط ضلعی که به سوی شمال قرار گرفته تعبیه شده‌است. این ورودی ارتفاع نسبتاً کوتاهی دارد و دو پله از سطح زمین پایین‌تر است. به این ترتیب، کف مقبره حدود ۶۱ سانتی‌متر پایین‌تر از سطح زمین‌های اطراف قرار گرفته و از طریق ۲ پله که بلندی هر یک حدود ۲۸ سانتی‌متر است می‌توان به درون مقبره راه یافت. به همین دلیل، ارتفاع بنا از داخل بلندتر به نظر می‌رسد و دیوارها در نمای بیرونی به علت بالا آمدن و انباشت خاک کوتاه‌تر است.
در چهار ضلع از دیواره‌های هشت‌گانه بنا، طاق نماهایی ایجاد شده که بلندی آن‌ها به یک اندازه است. این طاق نماها عبارتند از: ضلع شمالی که ورودی بنا در داخل آن تعبیه شده‌است. ضلع جنوبی که محراب در آ ن قرار دارد و در راستای ورودی واقع است. اضلاع شرق و غرب نیز دارای دو طاق نما به شکل دو طا قچه بزرگ تو گود ساخته شده و در مقابل هم قرار دارند.
برای ایجاد گنبد یک حاشیه تزئینی را به صورت پتگین «پتگین: زائده‌ای که با پیش کردن آجر در نمای داخلی و خارجی بنا به وجود می‌آید» با پیش دادن آجرها روی زمینه هشت ایجاد کرده‌اند. سپس در بالای اضلاع هشت‌گانه، قاب سازی‌های برجسته‌ای به وجود آورده که درون آن‌ها هشت طاق نمای زیبا با تزئینات آجری تعبیه شده‌است. طاق نماهای هشت‌گانه بر بالای بدنه هشت ضلعی بر پا شده و به داخل جمع می‌شوند به این ترتیب، طرح هشت ضلعی به روش گوشه‌سازی پتگین برای ساخت گنبد آماده شده‌است.
هر چند دایره کامل برای ساقه گنبد ایجاد نشده اما شکل هشت ضلعی تنگ‌تر گردیده و گوشه‌های آن تا حدودی با هشت یال شکل گرفته‌است. آجر چینی روی طاق نماها به صورت رگچین «نوعی چیدن رگه‌های آجر در گنبدسازی که آجرها موازی خط افق چیده می‌شود همه گنبدهای رک به صورت رگ چین ساخته می‌شود» به طرف نوک هرم امتداد یافته و گنبد مخروطی شکل را تشکیل داده است.
نمای درونی بنا تمامی آجری بوده و توسط گچ در هیچ قسمت پوشیده نشده‌است. محراب بنا از لحاظ تزئینات ساده بوده و دارای سه قوس آجری متوالی بوده و مجموعاً داخل طاق نمای جنوبی قرار گرفته‌اند.
درون بنا دارای طرح‌های آجر کاری زیبایی است. در ابتدای ورود به مقبره در بغل درگاه و کناره‌های قائم ورودی آجرها را به شکل کلاغ پر «آجری که یک گوشه آن به اندازه نصف کوچک آجر قطع شده است» بکار برده‌اند. در بالای اضلاع بنا و در حد فاصل طاق نماها یک حاشیه با آجرهای پیش کرده وجود دارد که درون آن با زنجیره‌های تزئینی به شکل ابزارهای خطی شکسته که پی در پی تکرار شده‌اند تزئین شده‌است. در بالای این قسمت ابزار گیلویی شکل و قاب‌های چهار گوش وجود دارد که با آجرهای برجسته قاب‌سازی شده‌اند. در داخل قاب‌ها طاق نماهای هشت‌گانه را با اشکال زیبایی آجرکاری تزئین کرده‌اند. چهار قوس از طاق نماها به شکل رف و فرورفته ساخته شده و چهار قوس نیز به صورت مسطح احداث شده‌اند تزئینات آجر کاری که درون طاق نماها و لچکی‌ها به کار رفته شامل طرح‌های تزئینی زیگزاک، خطوط جناغی در هم افتاده که با نگاره‌های راست خط و مکرر آجری ایجاد شده‌اند. همچنین از طرح‌های هندسی و و طرح‌هایی با نمادهای چلیپایی برای پر کردن فضای درون طاق نماها استفاده شده‌است. به نظر می‌رسد، حاشیه درونی قوس‌های تو گرد با یک نوع خط بنائی که ممکن است ترکیبی از کلمات الله، محمد و علی را نشان دهد تزئین شده‌است.
در بالاترین قسمت طاق نماها آجرهای پیشکرده که به صورت زوج بیرون زده‌اند در وسط هر ضلع جلب توجه می‌کنند. این آجرهای زوجی ممکن است محل اتکای داربست یا یک نوع تزئین باشد؛ بنابراین نمای درونی آرامگاه به ویژه در طاق نماهای فوقانی با استفاده از آجر کاری تزئینی نگاره‌های زیبایی را به وجود آورده‌اند. هم‌اکنون بر روی مرقد یک ضریح چوبی با طرح مشبک قرار گرفته که ابعاد آن حدود ۲۱۶× ۱۴۸×۲۲۲ سانتیمتر است. بر روی این ضریح چنین نوشته شده‌است: «۱۳۵۳ عمل عبدالعلی همدانی» قبری سیمانی در زیر ضریح به ابعاد ۹۸×۱۷۰ سانتی‌متر وجود دارد که فاقد هرگونه نوشته‌ای است.

## منبع‌شناسی

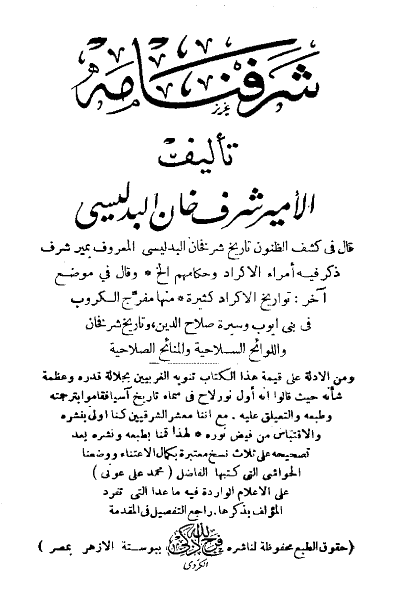

مقبره زاهدشیر فاقد کتیبه، سنگ قبر و شجره نامه است. با بررسی و مطالعه متون و مستندات مکتوب مشخص شد تنها متن تاریخی که اشاره به چنین شخصیتی دارد کتاب شرفنامه بدلیسی نوشته شرف‌خان بدلیسی (درگذشته ۹۴۵ قمری-۱۵۹۹ میلادی) یکی از تاریخ‌نگاران برجسته ایرانی است. این کتاب تاریخ مفصل کردستان است که به زبان فارسی نوشته شده و از منابع اصلی تاریخی مربوط به اقوام کرد به‌شمار می‌آید. شرف‌خان بدلیسی، شرفنامه را در سال ۱۵۹۷ میلادی به پایان رساند.

## امیران حَکاری
حکاری قسمتی از ایالت وان از خاک ترکیه که مرکز آن اکنون شهر «جولامرک» است و از نواحی آن بوتان، شمذینان و محمودی است. ایالت وان در مشرق خاک ترکیه و غرب آذربایجان ایران و شمال کردستان عراق واقع شده که مرکز آن شهر وان در جنوب شرقی ترکیه نزدیک ساحل دریاچه وان است و اکنون در حدود ۱۴۰۰۰ تن سکنه دارد.
منطقه حکاری امرا و سرداران نامی بسیاری در دامن خود پرورانده و سلسله فرمانروایان متعددی از قوم کرد در این خاک بیرق استقلال برافراشته یا در تقویت امارت و سلطنت همسایگان و هم نژادان خود کوشیده‌اند. از جمله خاندان «مشطوب» که خدمات ارزنده‌ای نسبت به سلاطین ایوبی انجام داده‌اند و دیگری خاندان «شنبو-شمو». دلیل این نام‌گذاری این است که اسدالدین حکاری در دوره آق قویونلوها توانست قلعه حکاری را که توسط دنبلی‌ها تصرف شده بود دوباره بازپس بگیرد و این فتح و پیروزی در روز شنبه انجام گرفت و این روز آنچنان در نزد اهالی آن سامان محبوبیت یافت که کلمه «شنبو» را به عنوان لقبی برای حاکمان آن امارت به کار بردند.
امیر شریف خان بدلیسی در کتاب خود «شرفنامه» می‌نویسد که سرسلسله فرمانروایان و حکام شنبو از احفاد و نبیرگان خلفای بنی عباس بوده‌است لکن برخی دیگر این را نسب‌سازی مردم متملق برای انتساب این خاندان به سلاطین و خلفای مشهور توصیف می‌کند و این خاندان را از بومیان اصیل کردستان می‌دانند. بدلیسی اشاره دارد که «در مابین حاکمان کردستان به علو حسب و سمو نسب معروفند.» باری حکام شنبو از بومیان اصلی اکراد حکاری هستند که در میان سایر امرای کردستان عزت و مکنت بیشتری داشته‌اند. نخستین کسی که از این خاندان در کتب تواریخ از او یاد شده امیر عزالدین شیر است.
توالی حاکمیت امیران حکاری به شرح ذیل است:
```
۱- امیر عزالدین شیر حکاری
۲- ملک محمد
۳- اسدالدین زرین دست
۴- عزالدین شیر دوم
۵- امیر زاهد بیگ
۶- ملک بیگ
۷- محمد بیگ
۸- زینل بیگ
۹- زکریا بیگ
```

## امیر زاهد بیگ ابن عزالدین شیر حکاری

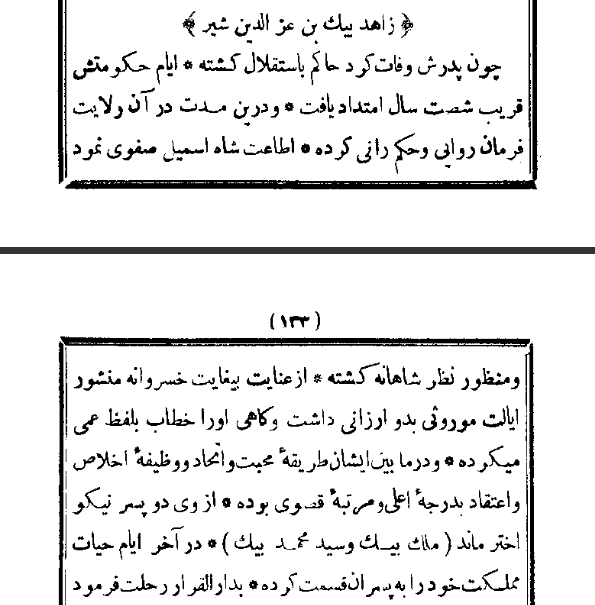

در کتاب شرف نامه در خصوص زاهد بیگ ابن عزالدین شیر چنین آمده‌است: «چون پدرش وفات کرد حاکم باستقلال گشته، ایام حکومتش قریب شصت سال امتداد یافت، و درین مدت در آن ولایت فرمان‌روایی و حکمرانی کرده، اطاعت شاه اسماعیل صفوی نمود و منظور نظر شاهان گشت، از عنایت بیغایت خسروانه منشور ایالت موروثی بدو ارزانی داشت و گاهی او را خطاب بلفظ عمی می‌کرده، و در مابین ایشان طریقه محبت و اتحاد و وظیفه اخلاص و اعتقاد بدرجه اعلی و مرتبه قصوی بوده، از وی دو پسر نیکو اختر ماند (ملک بیگ و سیدمحمد بیگ)، در آخر ایام حیات مملکت خود را به پسران قسمت کرده، بدارالقرار رحلت فرمود.» مطالعه تطبیقی احوالات زاهد بیگ ابن عزالدین شیر با زاهد شیر فرضیه سنخیت ایشان را تأیید می‌کند چرا که اولاً نام زاهد شیر به احتمال فراوان همان خلاصه شده نام طولانی «امیر زاهد بیگ ابن عزالدین شیر حکاری» است که یا در همان دوران به این لقب مشهور بوده یا در خلال قرون و اعصار مختلف مردمان جهت سهولت در تلفظ به اختصار «زاهد شیر» خوانده‌اند. ثانیاً دوران حاکمیت موصوف با دوران سلطنت شاه اسماعیل صفوی مطابقت دارد. ثالثاً نوع معماری مقبره نیز با دوران موصوف مطابقت دارد.

## درب ورودی مقبره

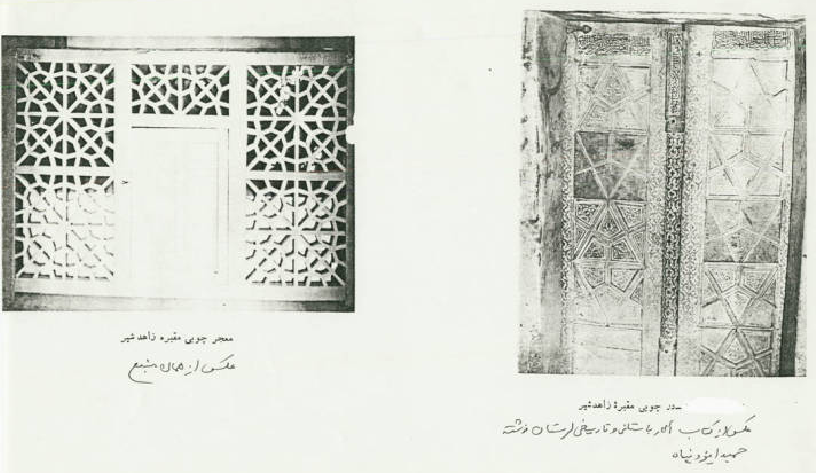

یکی دیگر از شواهد مهم دال بر تأیید فرضیه درب ورودی مقبره است. مقبره دارای یک درب چوبی با ارزش بوده که اکنون چوب درگاه آن بر جای مانده و مابقی وجود ندارد. در کتاب آثار باستانی و تاریخی لرستان نوشته حمید ایزدپناه مشخصات ذکر شده آن چنین است: درب ورودی آن به سوی شمال است و اندازه هر لنگه از درها ۵۵×۱۷۰ سانتیمتر و در بالای هر درب جملاتی با خط نسخ کنده کاری شده‌است. روی چوب وسط این جمله نوشته شده‌است: «امر به عمل هذالباب شاوردی بیک بن محمد بیک» که با نام فرزند زاهد بیگ مطابقت داشته و احتمالاً به دستور او این مقبره (و یا حداقل درب ورودی آن) ساخته شده‌است.